# Georg Friedrich von Kaltental

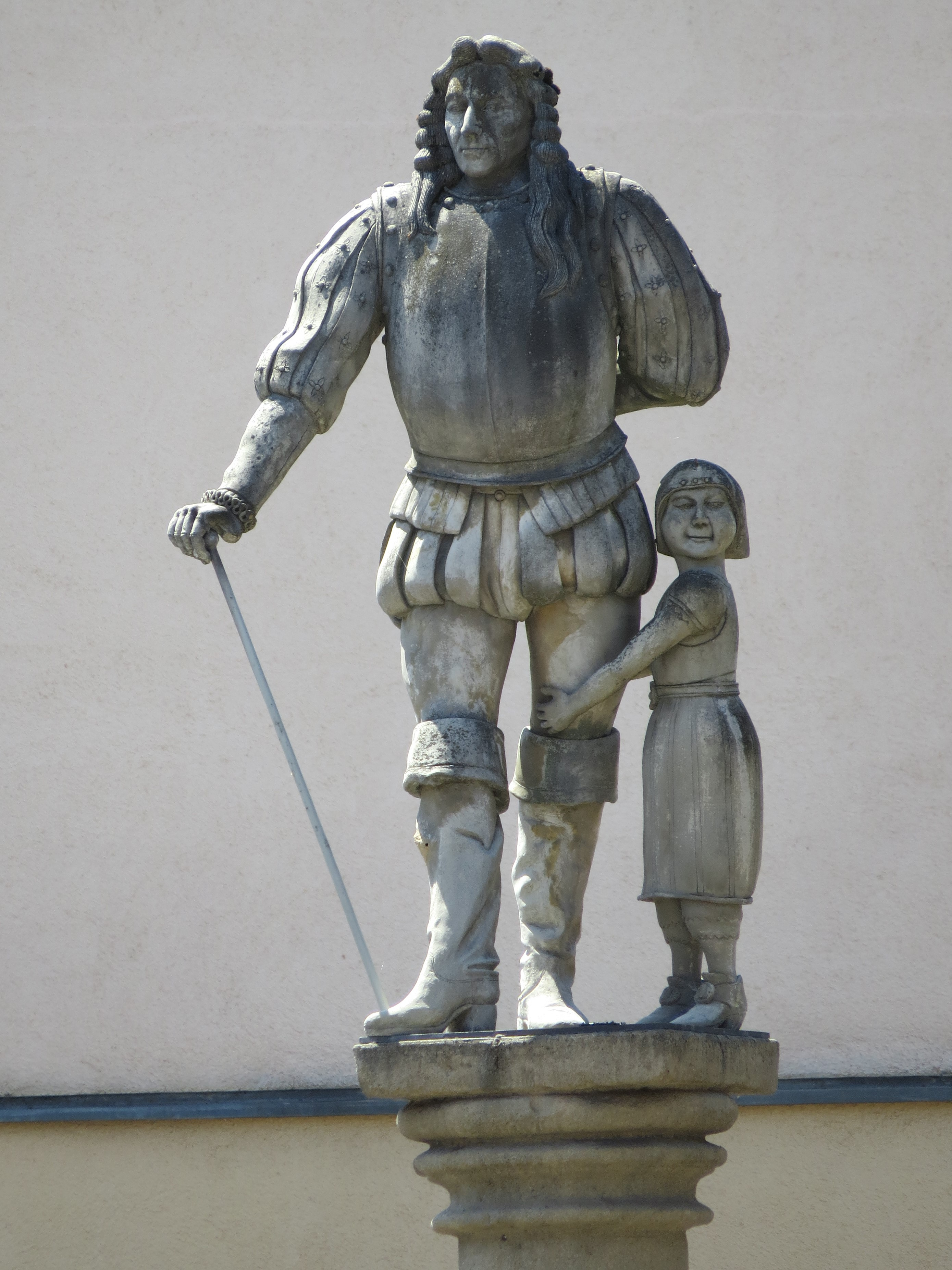
Skulptur von Peter Lenk (1997): Georg Friedrich von Kaltental und die Waise Adiz

Georg Friedrich von Kaltental (* 20. Oktober 1649 in Aldingen am Neckar; † 12. Juli 1697 bei Weitenung) war ein schwäbischer Reichsritter und Offizier in Diensten der Württembergischen Armee. Er nahm sich während des Großen Türkenkriegs eines Waisenmädchens an und brachte es mit in seine Heimat. Diese Episode seines Lebens wird in seinem Heimatort Aldingen, einem Stadtteil von Remseck am Neckar, durch eine Skulptur von Peter Lenk dargestellt.

## Leben

### Herkunft
Georg Friedrich von Kaltental wurde am 20. Oktober 1649 in Aldingen am Neckar geboren. Seine Eltern waren Georg Wolf von Kaltental und dessen zweite Ehefrau Maria Kunigunde geborene von Sternenfels. Die Herren von Kaltental hatten seit 1278 die Herrschaft Aldingen inne und waren unter anderem mit diesem Gut im Kanton Kocher der schwäbischen Reichsritterschaft immatrikuliert. Georg Friedrich teilte sich diese Ritterherrschaft mit seinem jüngeren Bruder Friedrich Georg Wolf von Kaltental (1654–1698), einem Beamten und Forstmeister in Württembergischen Diensten.

### Begegnung mit der Waise Adiz
Georg Friedrich nahm 1688 als Rittmeister im Fürstlich Württembergischen Regiment zu Pferd während des Großen Türkenkrieges an der Belagerung von Belgrad teil. Von dort brachte er die 15-jährige, türkische Waise Adiz in seine Heimat mit. Adiz Eltern starben mutmaßlich während der Belagerung. In Aldingen übergab er die Waise in die Obhut von seinem kinderlosen Bruder Friedrich Georg Wolf von Kaltental und dessen Frau Maria Magdalena geborene von Weyler (1659–1703). Diese erzogen Adiz im christlichen Glauben und ließen sie 1691 auf den Namen Christiana Magdalena Sybilla taufen. 1694 heirateten Christiana und Hans Jerg Menner, ein Forstknecht und ab 1724 Schultheiß von Affalterbach und Wolfsölden. Einigen Veröffentlichungen zufolge blieb die Ehe kinderlos, andere sprechen von fünf Kindern, die Christiana zur Welt brachte. Nachforschungen im Affalterbacher Taufregister zufolge, besaß Adiz mindestens einen Sohn, den 1695 geborenen Georg Friedrich Wolfgang Menner, dessen Nachkommen bis heute nachgewiesen sind. In diesem Taufregister wurden zudem die Namen von Adiz' Eltern als Ahmet Bona und Rifera überliefert. Am 24. November 1739 verstarb Adiz.

### Weiteres Leben
Georg Friedrich kommandierte zuletzt als Obrist ein württembergisches Dragoner-Regiment. Dieses war als Subsidienregiment dem Schwäbischen Kreis überlassen worden und kämpfte im Pfälzischen Erbfolgekrieg. Kurz vor dem Frieden von Rijswijk fiel Georg Friedrich durch zwei Schüsse in die Brust im Kampf gegen französische Truppen nahe Weitenung, einem heutigen Stadtteil von Bühl.
Georg Friedrichs Familienverhältnisse sind nicht genau bekannt. Gesichert ist, dass ihm sein Sohn Georg Wolf von Kaltental (1681–1746) als Ortsherr von Aldingen nachfolgte.

## Nachwirkung

### Der Kaltentaler (Skulptur)
Im Jahr 1997 – 300 Jahre nach dem Tod Georg Friedrichs – schuf der Bildhauer Peter Lenk die Beton-Plastik „Georg Friedrich von Kaltental und die Waise Adiz“ (⊙), die nach Georg Friedrich auch kurz „Der Kaltentaler“ genannt wird. Sie ist in Georg Friedrichs Heimatort Aldingen vor dem Durchgang zum Hof von Schloss Aldingen aufgestellt und soll an seine oben geschilderte Begegnung mit der Waise Adiz erinnern. Lenks Skulptur zeigt Adiz allerdings als junges Kind, während die historische Adiz zum Zeitpunkt ihrer Begegnung mit Georg Friedrich bereits 15 Jahre alt war. Auch die Darstellung des Kaltentalers selbst ist nicht historisch, da keine Abbildungen von ihm überliefert sind. Der Schauspieler Frank Lettennewitsch stand Modell für die Skulptur.

### Geschenkgutschein „Kalten-Taler“
Das Motiv von Lenks Skulptur wurde von Einzelhändlern in Kooperation mit der Stadt Remseck auch als Darstellung auf einem Geschenkgutschein in Form einer Gedenkmünze verwendet. Diese als „Kalten-Taler“ bezeichnete Münze konnte ab Dezember 2009 für 5 € erworben und in den beteiligten Geschäften wieder eingelöst werden.

### Grabdenkmäler
Die Grabdenkmäler von Georg Friedrichs jüngerem Bruder Friedrich Georg Wolf von Kaltental sowie dessen Frau Maria Magdalena von Weyler gehören zu den letzten kaltentalischen Gräbern in der Aldinger Margaretenkirche. Wo Georg Friedrich bestattet wurde, ist nicht bekannt.